# 麥考利·基利法爾
麥考利·基利法爾(Macaulay Gillesphey，1995年11月24日—），是一名英格蘭的職業足球運動員，司職中場，現效力於英甲球會普利茅夫。

## 球員生涯

### 紐卡素
2015年3月基利法爾與紐卡素簽定職業球員合約，並於2015年9月24日首次代表紐卡素在英格蘭聯賽盃出戰利物浦。

#### 卡素爾聯 (租借)
2015年9月與隊友阿歷斯·基賴特一起租借加盟卡素爾聯，2016年7月29日，再次租借加盟卡素爾聯直至2017年1月2日，及後延長至季尾。

#### 布里斯班獅吼
2019年6月5日，加盟澳洲職業足球聯賽球會布里斯班獅吼。

#### 普利茅斯
2021年6月15日，普利茅夫宣布与基利法爾签约两年。

## 外部連結
- 足球数据库：麥考利·基利法爾的球员统计数据